# Мстислав Данилович
Мстислав Данилович (—после 1292) — князь Луцкий (1264—после 1292), Волынский (1288—после 1292). Сын Даниила Галицкого.

## Биография
В 1273 году Мстислав вместе со старшим братом Львом Галицким возглавлял поход в помощь Болеславу Стыдливому, в то время как Владимир Василькович Волынский противостоял ятвягам. По возвращении из польского похода князья послали войска во главе с воеводами в поход на ятвягов, который был успешным.
В галицко-волынско-ордынском походе на Литву зимой 1274/1275 годов Мстислав действовал в Полесье, в походе 1277/1278 годов часть луцких и галицких сил потерпели частное поражение под Волковыском. Русским князьям пришлось удовольствоваться возвратом пленных и покинуть литовские владения.
В 1280 году по инициативе Льва Даниловича был проведён совместный с ордынцами Ногая поход под Сандомир. Волынские князья участвовали в походе подневольно (согласно русской летописи), их войска вели себя пассивно, галицкое войско при попытке развить наступление на Краков было разбито в битве под Гозлицей.
В 1285 году Мстислав участвовал в галицко-ордынском походе в Венгрию с Ногаем и Тула-Бугой, в 1286-м — с Тула-Бугой под Сандомир, в 1287-м — с Тула-Бугой и Алгуем также в Польшу.
В 1288 году унаследовал Владимир-Волынский и Берестье по смерти Владимира Васильковича. Лев был недоволен завещанием своего двоюродного брата, и его сын, Юрий Львович, даже на некоторое время занял Берестье. В 1289 году Мстислав получил от литовских князей Будикида и Будивида Волковыск, в том же году помог Конраду Мазовецкому захватить Сандомир.
Мстислав умер без наследников (его единственный сын, Даниил Мстиславич умер до смерти отца), Волынь отошла Льву Даниловичу, луцким князем стал Юрий Львович.

## Брак и дети
Жена — с 1253 года дочь половецкого хана Тейгака.
Сыновья:
- Даниил, участник похода 1280 года в Польшу.

Предположительно:
- Владимир[2] (ум. 1315[3]), удельный князь луцкий. Из родословных видно, что он оставил после себя единственную дочь Анну, выданную замуж за Любарта Гедиминовича.